# بوگر هول (ویرجینیای غربی)
بوگر هول (به انگلیسی: Booger Hole) یک منطقهٔ مسکونی در ایالات متحده آمریکا است که در شهرستان کلی، ویرجینیای غربی واقع شده‌است. بوگر هول ۲۷۷٫۰۷ متر بالاتر از سطح دریا واقع شده‌است.